# Сафет Капо
Сафет Капо, био је спортски радник из Пала.

## Биографија
Рођен 17.03.1969. године у мјесту Реновица, општина Пале гдје је и завршио основну школу. У Сарајеву наставља школовање у средњој машинској техничкој школи. Ожењен, отац троје дјеце. 
У периоду од 1994—1996. године, завршио двије више тренерске школе смјер БОКС И ЈИУ ЈИТСУ. 
Од 1998. демонстратор на Факултету за физичку културу Универзитета у Сарајеву, на предмету Борилачки спортови (бокс и карате). 
1999. у рекордном времену (три године) завршио Факултет за физичку културу у Сарајеву, гдје је проглашен за студента генерације. 
Дипломирао на тему: “ТАЈЛАНДСКИ БОКС". 
Постдипломске студије завршио 2002. године и стекао звање магистра наука из области физичке културе. Магистрирао на тему: “УТИЦАЈ БАЗИЧНО-МОТОРИЧКЕ СПОСОБНОСТИ НА ЕФИКАСНОСТ ИЗВОЂЕЊА ТАКМИЧАРСКЕ ТЕХНИКЕ И ТАКТИКЕ У КАРАТЕУ”. 
На Факултету за физичку културу Универзитета у Сарајеву, изабран 2003. године у звање вишег асистента за предмет “БОРИЛАЧКИ СПОРТОВИ”. 
Докторске дисертација одобрена му на Факултету физичке културе у Сарајеву 2004. године под називом “СТРУКТУРАЛНА АНАЛИЗА И МОДЕЛ ВРХУНСКИХ К-1 СУПЕР ТЕШКЕ КАТЕГОРИЈЕ”, коју је одбранио у фебруару 2006. године на Факултету спорта и тјелесног одгоја. Докторску дисертацију представио је и у Јапану у Токију на завршном К-1 турниру 02.12.2006. године. 
Од 2007. промовисан у звање доцента на предмету Карате. 
Од 2010. године изабран у звање ванредног професора у области Борилачки спортови/К-1, Карате и Бокс/. 
У МУП-а запослен од 1993. године, до краја 2010. године, када заснива радни однос на Факултету спорта и тјелесног одгоја Универзитета у Сарајеву. 
2012. године изабран у доцента у области Трансформациони процеси на предмету, Планирање и програмирање у спорту, Контрола тренираности у спорту и Практичан рад и методе тренирања.